# Jambo Dalam
Jambo Dalam is een bestuurslaag in het regentschap Bireuen van de provincie Atjeh, Indonesië. Jambo Dalam telt 401 inwoners (volkstelling 2010).